# Lê Huy Động
Lê Huy Động là Thiếu tướng Công an nhân dân Việt Nam. Ông hiện giữ chức vụ Phó Tư lệnh Bộ Tư lệnh Cảnh vệ (Việt Nam).

## Tiểu sử
Từ tháng 8 năm 2009 đến tháng 3 năm 2010, Lê Huy Động là Đại tá Công an nhân dân Việt Nam, Chỉ huy Trung đoàn 600, Bộ Tư lệnh Cảnh vệ (Việt Nam).
Tháng 1 năm 2015, Lê Huy Động là Đại tá, Trưởng phòng Phòng Bảo vệ trụ sở Trung ương Đảng và Quốc hội (Phòng 9) thuộc Bộ Tư lệnh Cảnh vệ..
Tháng 7 năm 2016, Lê Huy Động là Đại tá, Phó Tư lệnh Bộ Tư lệnh Cảnh vệ.
Từ tháng 9 năm 2017 đến tháng 3 năm 2019, Lê Huy Động là Thiếu tướng Công an nhân dân Việt Nam, Phó Tư lệnh Bộ Tư lệnh Cảnh vệ.

## Lịch sử thụ phong quân hàm
- Thiếu tướng (2017)